# Dipelta elegans
Dipelta elegans là một loài thực vật có hoa trong họ Kim ngân. Loài này được Alexander Theodorowicz Batalin mô tả khoa học đầu tiên năm 1895.

## Mô tả
Cây bụi, lá sớm rụng, cao tới 2 m. Phiến lá hình elip, 5-10 × 2-5 cm, có lông tuyến, lông tơ trên gân và mép lá, đáy nhọn đến thuôn tròn, mép nguyên hoặc có răng cưa thưa thớt ở nửa trên, đỉnh nhọn dài đến nhọn hoắt dài. Bầu nhụy với 4 lá bắc; 2 lá bắc ngoài lớn hơn, hình khiên, cùng phát triển ở quả và không che khuất đài hoa khi nở. Đài hoa hình ống-hình chuông, 5 thùy, lông thưa; các thùy tù, dài khoảng 1/3 ống đài. Tràng hoa hai môi, có lông tơ rậm, hình trụ hẹp ở gốc, loe và hình chuông ở phần trên; môi dưới có lông nhung. Bầu nhụy có lông tơ; vòi nhụy từ nhiều lông đến lông tơ thưa thớt; đầu nhụy hình đầu. Quả bế với 2 lá bắc bền hình khiên rất lớn, rộng đến 40 mm. Ra hoa tháng 5-6, tạo quả tháng 9.

## Phân bố
Có tại các tỉnh Cam Túc,Tứ Xuyên và có thể có tại tỉnh Thiểm Tây. Tên tiếng Trung: 优美双盾木 (ưu mĩ song thuẫn mộc).

## Môi trường sống
Rừng lá rộng; ở cao độ đến 2.000 m.